# Ski Aggu
August Jean Diederich (Berlin, 3. studenog 1997.), poznatiji kao Ski Aggu, njemački je reper. Poznat je po nošenju skijaških naočala. 

## Život
Ski Aggu je odrastao u Berlin-Wilmersdorfu. Njegov djed je političar i politički znanstvenik Nils Diederich iz SPD-a.
Prema vlastitim riječima, neko je vrijeme živio u Irskoj, gdje je intenzivno prakticirao borilačku vještinu brazilski Jiu-Jitsu i na kraju postao irski prvak u svojoj težinskoj kategoriji. Borilačke vještine također su prisutne u njegovoj online prisutnosti i glazbenim spotovima u obliku poza.

## Glazbena karijera
Ski Aggu počeo je objavljivati glazbu na SoundCloudu 2018. godine. Njegov rani rad već se usredotočivao na zabavu, iako je ton bio tamniji i melankoličniji. Ritter Lean često se pojavljivao na njegovim pjesmama.
Svoj prvi singl »Weißwein & Pappbecher« objavio je 2020. godine tijekom pandemije COVID-19. Od tada redovito objavljuje nove pjesme. Njegova druga pjesma, »Super Wavy«, u suradnji s YFG Paveom, ostala je njegova najviše streamana pjesma na Spotifyju sve do objave Party Sahne 2022. godine.
Nakon nekoliko klupskih koncerata u ljeto 2021., Ski Aggu nastupio je na nekoliko festivala u njemačkom govornom području godinu dana kasnije, poput Heroes Festivala u Geiselwindu, splash!, Poolbar Festivala i Frequencyja. Za pjesmu Hubba Bubba objavljenu 2022. godine, surađivao je s berlinskim producentom Southstarom.
Svoj proboj postigao je u listopadu 2022. godine s pjesmom »Party Sahne«, u kojoj su sudjelovali producenti Endzone i Ericson. Pjesma, koja uzima melodiju iz »Jerk It Out« švedskog benda Caesars, dospjela je na 32. mjesto njemačke ljestvice singlova. U studenom i prosincu 2022. godine, Ski Aggu je odsvirao svoju prvu turneju, Aprés Ski, u mnogim većim gradovima njemačkog govornog područja.
Dana 2. prosinca 2022. godine, Ski Aggu je objavio svoj debi album 2022 war Film gewesen, koji uključuje četiri nove pjesme.
Dana 25. svibnja 2023. godine, singl Friesenjung objavljen je u suradnji s nizozemskim reperom Joostom Kleinom i komičarom Ottom Waalkesom. Pjesma je reinterpretacija Waalkesovog originala i dospjela je na prvo mjesto ljestvica singlova u Njemačkoj i Austriji.
Ski Aggu je 30. kolovoza 2024. objavio svoj treći studijski album Wilmersdorfs Kind, koji se sastoji od 17 pjesama. Nekoliko singlova s albuma dospjelo je na ljestvice u Njemačkoj, uključujući »BALLA BALLA«. Pjesme »DEUTSCHLAND« u suradnji s njemačkom umjetnicom Ikkimel, kao i »BYE X3« s njemačkom pop grupom JEREMIAS, također su ušle na njemačke top-ljestvice singlova.

## Diskografija

### Albumi
| Naziv                                                                               | Detalji | Ljestvica | Ljestvica | Ljestvica | Ljestvica |
| Naziv                                                                               | Detalji | DEU       | AUT       | NLD       | SWI       |
| ----------------------------------------------------------------------------------- | --- | --------- | --------- | --------- | --------- |
| 2022 war Film gewesen                                                               | - Objavljeno: 1. prosinca 2022. - Producentska kuća: Jungeratze - Formati: digitalno preuzimanje, streaming   | 85        | —         | —         | —         |
| denk mal drüber nach...                                                             | - Objavljeno: 12. listopada 2022. - Producentska kuća: Jungeratze - Formati: digitalno preuzimanje, streaming | 1         | 3         | 60        | 8         |
| Wilmersdorfs Kind                                                                   | - Objavljeno: 29. kolovoza 2024. - Producentska kuća: Jungeratze - Formati: digitalno preuzimanje, streaming  | 1         | 1         | —         | 2         |
| "—" označava album koji nije dospio na ljestvicu ili nije bio izdan u tom području. | |           |           |           |           |

### Singlovi

#### Singlovi na ljestvicama
| Naziv                                                                               | Godina | Ljestvica | Ljestvica | Ljestvica | Ljestvica | Ljestvica | Ljestvica | Ljestvica | Ljestvica | Album ili EP            |
| Naziv                                                                               | Godina | DEU       | AUT       | LVA       | LTU       | NLD       | POL Str.  | SWE       | SWI       | Album ili EP            |
| ----------------------------------------------------------------------------------- | ------ | --------- | --------- | --------- | --------- | --------- | --------- | --------- | --------- | ----------------------- |
| Party Sahne                                                                         | 2022.  | 32        | 47        | —         | —         | —         | —         | —         | —         | 2022 war Film gewesen   |
| Tour de Berlin                                                                      | 2022.  | 58        | —         | —         | —         | —         | —         | —         | —         | 2022 war Film gewesen   |
| Broker                                                                              | 2023.  | 50        | —         | —         | —         | —         | —         | —         | —         | denk mal drüber nach... |
| Mandala                                                                             | 2023.  | 45        | —         | —         | —         | —         | —         | —         | —         | denk mal drüber nach... |
| Friesenjung (Joost Klein i Otto Waalkes)                                            | 2023.  | 1         | 1         | 1         | 1         | 18        | 84        | 100       | 7         | denk mal drüber nach... |
| Mietfrei (Sira)                                                                     | 2023.  | 5         | 22        | —         | —         | —         | —         | —         | 36        | denk mal drüber nach... |
| Theater★ (Soho Bani)                                                                | 2023.  | 5         | 7         | —         | —         | —         | —         | —         | 20        | denk mal drüber nach... |
| Gensehaut                                                                           | 2023.  | 24        | 41        | —         | —         | —         | —         | —         | 81        | denk mal drüber nach... |
| Maximum Rizz                                                                        | 2023.  | 18        | 34        | —         | —         | —         | —         | —         | 71        | denk mal drüber nach... |
| Nicht nachmachen!! (Monk i Longus Mongus)                                           | 2023.  | 14        | 19        | —         | —         | —         | —         | —         | 44        | denk mal drüber nach... |
| Z0rnig                                                                              | 2024.  | 1         | 12        | —         | —         | —         | —         | —         | 52        | Singlovi bez albuma     |
| Balla Balla                                                                         | 2024.  | 55        | —         | —         | —         | —         | —         | —         | —         | Singlovi bez albuma     |
| Deutschland 🇩🇪 (Ikkimel)                                                            | 2024.  | 18        | 26        | —         | —         | —         | —         | —         | —         | Singlovi bez albuma     |
| Abgelenkt                                                                           | 2024.  | 44        | —         | —         | —         | —         | —         | —         | —         | Singlovi bez albuma     |
| Flasche kreist (01099)                                                              | 2024.  | 23        | 50        | —         | —         | —         | —         | —         | 51        | Singlovi bez albuma     |
| Bye x3 (JEREMIAS)                                                                   | 2024.  | 40        | 51        | —         | —         | —         | —         | —         | —         | Wilmersdorfs Kind       |
| Immer (makko)                                                                       | 2024.  | 5         | 9         | —         | —         | —         | —         | 34        | —         | Wilmersdorfs Kind       |
| "—" označava singl koji nije dospio na ljestvicu ili nije bio izdan u tom području. |        |           |           |           |           |           |           |           |           |                         |

#### Singlovi u kojima je gostujući izvođač
| Naziv                                                                               | Godina | Ljestvic | Ljestvic | Ljestvic | Album ili EP             |
| Naziv                                                                               | Godina | DEU      | AUT      | SWI      | Album ili EP             |
| ----------------------------------------------------------------------------------- | ------ | -------- | -------- | -------- | ------------------------ |
| "Kosmonauten" (Bibiza i Ski Aggu)                                                   | 2021.  | —        | —        | —        | Zwei Zöpfe auf dem Kopf  |
| "Blau" (OMG i Ski Aggu)                                                             | 2022.  | —        | —        | —        | Bez albuma               |
| "Ghetto Tekkno" (Endzone i Ski Aggu)                                                | 2023.  | 88       | —        | —        | Welcome to the Endzone   |
| "Anders" (01099 i Ski Aggu)                                                         | 2023.  | 9        | 18       | 25       | Blaue Stunden            |
| "Liebe Grüsse" (RAF Camora i Ski Aggu)                                              | 2023.  | 1        | 1        | 2        | XV RR Edition            |
| "Huso" (Ritter Lean i Ski Aggu)                                                     | 2023.  | 51       | —        | —        | Ob ein Atze fliegen kann |
| "Schwarzer Toyota" (Skrt Cobain, Ski Aggu i Mark Forster)                           | 2024.  | 9        | 11       | 55       | Bez albuma               |
| "Wie du manchmal fehlst" (Zartmann, Ski Aggu i Dauner)                              | 2024.  | 6        | 13       | 31       | Dafür bin ich frei       |
| "Junge Baller" (6PM Records, Ski Aggu, Haaland936 i Sira)                           | 2024.  | 4        | 8        | 21       | Bez albuma               |
| "—" označava singl koji nije dospio na ljestvicu ili nije bio izdan u tom području. |        |          |          |          |                          |

#### Ostali singlovi
| Naziv                             | Godina | Album ili EP                           |
| --------------------------------- | ------ | -------------------------------------- |
| "Weißwein & Pappbecher"           | 2020.  | Singlovi koji nisu dio albuma ili EP-a |
| "Super Wavy"                      | 2020.  | Singlovi koji nisu dio albuma ili EP-a |
| "Ski Aggu Typebeat"               | 2021.  | Singlovi koji nisu dio albuma ili EP-a |
| "Früchtetee (mit Honig)"          | 2021.  | Singlovi koji nisu dio albuma ili EP-a |
| "Privnote"                        | 2021.  | Singlovi koji nisu dio albuma ili EP-a |
| "Float Away"                      | 2021.  | Singlovi koji nisu dio albuma ili EP-a |
| "Schachbrett"                     | 2021.  | Singlovi koji nisu dio albuma ili EP-a |
| "Skpaden"                         | 2021.  | Singlovi koji nisu dio albuma ili EP-a |
| "Gustav"                          | 2021.  | Singlovi koji nisu dio albuma ili EP-a |
| "Partyticker"                     | 2022.  | 2022 war Film gewesen                  |
| "Makrodosis"                      | 2022.  | 2022 war Film gewesen                  |
| "Acid Kotti"                      | 2022.  | 2022 war Film gewesen                  |
| "Hubba Bubba"                     | 2022.  | 2022 war Film gewesen                  |
| "Besoffen in den Spiegel schauen" | 2022.  | 2022 war Film gewesen                  |